# Somebody to Love (30 Rock)
"Somebody to Love" é o sexto episódio da segunda temporada da série de televisão de comédia de situação norte-americana 30 Rock, e o 27.° da série em geral. Teve o seu enredo co-escrito pela produtora executiva Tina Fey e Kay Cannon, e foi realizado por Beth McCarthy-Miller, cujo trabalho rendeu-lhe uma nomeação na cerimónia de Prémios do Sindicato de Realizadores Norte-americanos. A sua transmissão nos Estados Unidos ocorreu a 15 de Novembro de 2007 através da National Broadcasting Company (NBC). Os actores convidados que apareceram no episódio foram Edie Falco, Fred Armisen, Kristen Wiig, Kevin Brown, Grizz Chapman, John Lutz, e Maulik Pancholy.
No episódio, o executivo Jack Donaghy (interpretado por Alec Baldwin) tem um caso de uma noite com Celeste "C. C." Cunningham (Falco), uma congressista democrata que está numa campanha contra uma das empresas subsidiárias da NBC, a Sheinhardt Wig Company. Entretanto, a argumentista Liz Lemon (Tina Fey) fica suspeita do seu novo vizinho Raheem Haddad (Armisen), a quem ela acredita ser um terrorista. Não obstante, o estagiário Kenneth Parcell (Jack McBrayer) acidentalmente perde um par de calças de Jack e tenta arrecadar fundos para reavê-las.
Em geral, "Somebody to Love" foi recebido com opiniões positivas pela crítica especialista em televisão do horário nobre, com um analista de televisão considerando-o o "melhor episódio da temporada... até agora." De acordo com as estatísticas publicadas pelo sistema de mediação de audiências Nielsen Ratings, "Somebody to Love" foi visto em 6,43 milhões de agregados familiares ao longo da sua transmissão original e recebeu a classificação de 3,2 e oito de share no perfil demográfico dos telespectadores entre os dezoito aos 49 anos de idade.

## Produção
"Somebody to Love" é o sexto episódio da segunda temporada de 30 Rock. O seu enredo foi co-escrito por Kay Cannon, editora de história da temporada, e Tina Fey — criadora, produtora executiva e argumentista-chefe da série, enquanto a realização ficava a cargo de Beth McCarthy-Miller. Assim, marcou a segunda vez que Cannon e Fey colaboram no argumento de um episódio, após "Black Tie" na temporada anterior, e a décima vez que Fey escreve o guião de um episódio do seriado, sendo "SeinfeldVision" o anterior a este. Para McCharthy-Miller, foi o seu terceiro credito de realização, após "The Rural Juror" e "Fireworks", e o primeiro da segunda temporada. Apesar dos seus nomes terem sido listados durante a sequência de créditos finais, os actores Jane Krakowski, Katrina Bowden e Lonny Ross — respectivos intérpretes das personagens Jenna Maroney, Cerie Xerox e Josh Girard — não participaram deste episódio. A maior parte das cenas de "Somebody to Love" foram filmadas no início de Outubro de 2007 nos Estúdios Silvercup em Nova Iorque.
McCarthy-Miller, assim como os atores convidados Fred Armisen e Kristen Wiig, foram integrantes da equipa e elenco do Saturday Night Live (SNL), um programa de televisão humorístico norte-americano também transmitido pela NBC no qual Fey foi argumentista-chefe entre 1999 e 2006. Vários outros membros do elenco do SNL já fizeram uma participação em 30 Rock. Eles são: Will Ferrell, Jimmy Fallon, Amy Poehler, Julia Louis-Dreyfus, Bill Hader, Jason Sudeikis, Tim Meadows, Molly Shannon, Siobhan Fallon Hogan, Gilbert Gottfried, Chris Parnell, Bobby Moynihan, Rachel Dratch, Will Forte, Jan Hooks, Horatio Sanz, e Rob Riggle. Ambos Fey e Tracy Morgan fizeram parte do elenco principal do SNL, com Fey sendo ainda a apresentadora do segmento Weekend Update. Outros membros da equipa de 30 Rock que trabalharam em SNL são John Lutz, argumentista emntre 2003 a 2010, e Steve Higgins, argumentista e produtor do SNL desde 1995. O actor Alec Baldwin apresentou o SNL por dezassete vezes, o maior número de episódios por qualquer personalidade.
O actor e comediante Judah Friedlander, intérprete da personagem Frank Rossitano em 30 Rock, é conhecido pelos seus bonés de camioneiro de marca registada que usa dentro e fora da personagem Frank. Os chapéus normalmente apresentam palavras ou frases curtas estampadas neles. Friedlander afirmou que ele próprio é quem faz os acessórios. Revelou também que "alguns deles são brincadeiras íntimas, e alguns são simplesmente piadas." A ideia veio do persona de Friedlander nas suas apresentações de comédia stand-up, nas quais os objectos de adorno estão todos estampados com a escrita "campeão mundial" em línguas e aparências diferentes. Em "Black Tie", Frank usa um boné que lê "Karate Prom."

## Enredo
Em uma festa em honra do jornalista Robert Novak, cujos anfitriões são John McCain e Jack Bauer, Jack Donaghy (Alec Baldwin) conhece C. C. (Edie Falco), a congressista democrata para a cidade de Vermont, Canadá. Depois da festa, Jack e C. C. vão ao apartamento do primeiro, onde fazem sexo. Na manhã seguinte, o executivo descobre que a democrata está a comandar um processo legal contra a Sheinhardt Wig Company, subsidiária fictícia da General Electric (GE) e proprietária da NBC. A razão deste processo é o lançamento da tinta Auburn Fantasy número 260 no Rio Chickataugua, fazendo com que as crianças que brincam naquele curso d'água fiquem com a cor laranja. Depois de descobrir que Jack trabalha para a GE, C. C. abandona o apartamento para ir trabalhar no escritório de Bill Clinton em Harlem, Nova Iorque. Jack e a estrela de cinema Tracy Jordan (Tracy Morgan), seguem-na até lá, com o casal acordando em ingressar em um relacionamento amoroso sigiloso.
Entretanto, Liz Lemon (Tina Fey) preocupa-se quando sente o cheiro de xarope de ácer no seu apartamento e, após uma conversa com Jack, este sugere poder se tratar do agente químico carbúnculo. Isto faz com Liz comece a desconfiar que o seu novo vizinho Raheem (Fred Armisen) seja um terrorista, como este tem mapas nas paredes do seu apartamento e ela viu-o com o seu irmão Hakeem (Hamza Ahmed) em um treino de agilidade no parque municipal. Mais tarde, Liz denuncia-os ao FBI e fica chocada quandoa descobrir que os irmãos estavam apenas a prepara-se a competição The Amazing Race. Em outros lugares, Kenneth Parcell (Jack McBrayer) levanta as roupas de Jack da lavandaria e se apercebe-se que perdeu as calças do fato. Então, Frank Rossitano (Judah Friedlander), James "Toofer" Spurlock (Keith Powell) e Josh Girard (Lonny Ross) pagam-lhe para que ele complete diversos desafios, de modo a conseguir angariar dinheiro suficiente para comprar um novo par de calças a Jack.

## Transmissão e repercussão
Nos Estados Unidos, "Somebody to Love" foi originalmente transmitido na noite de 15 de Novembro de 2007 pela National Broadcasting Company como o 27.° episódio de 30 Rock. Assim, foi o segundo, depois de "Greenzo", a ser transmitido após o início da greve dos argumentistas do WGA (2007-08), que começou a 5 de Novembro de 2007 e terminou cem dias depois, a 12 de Fevereiro de 2008. No entanto, "Somebody to Love" foi o primeiro a apresentar uma referência à greve, que ocorre quando a personagem C.C. é entrevistada na MSNBC e a notícia do rodapé lê "Rodapé afetado pela greve dos argumentistas. Usando texto repetido da temporada anterior."

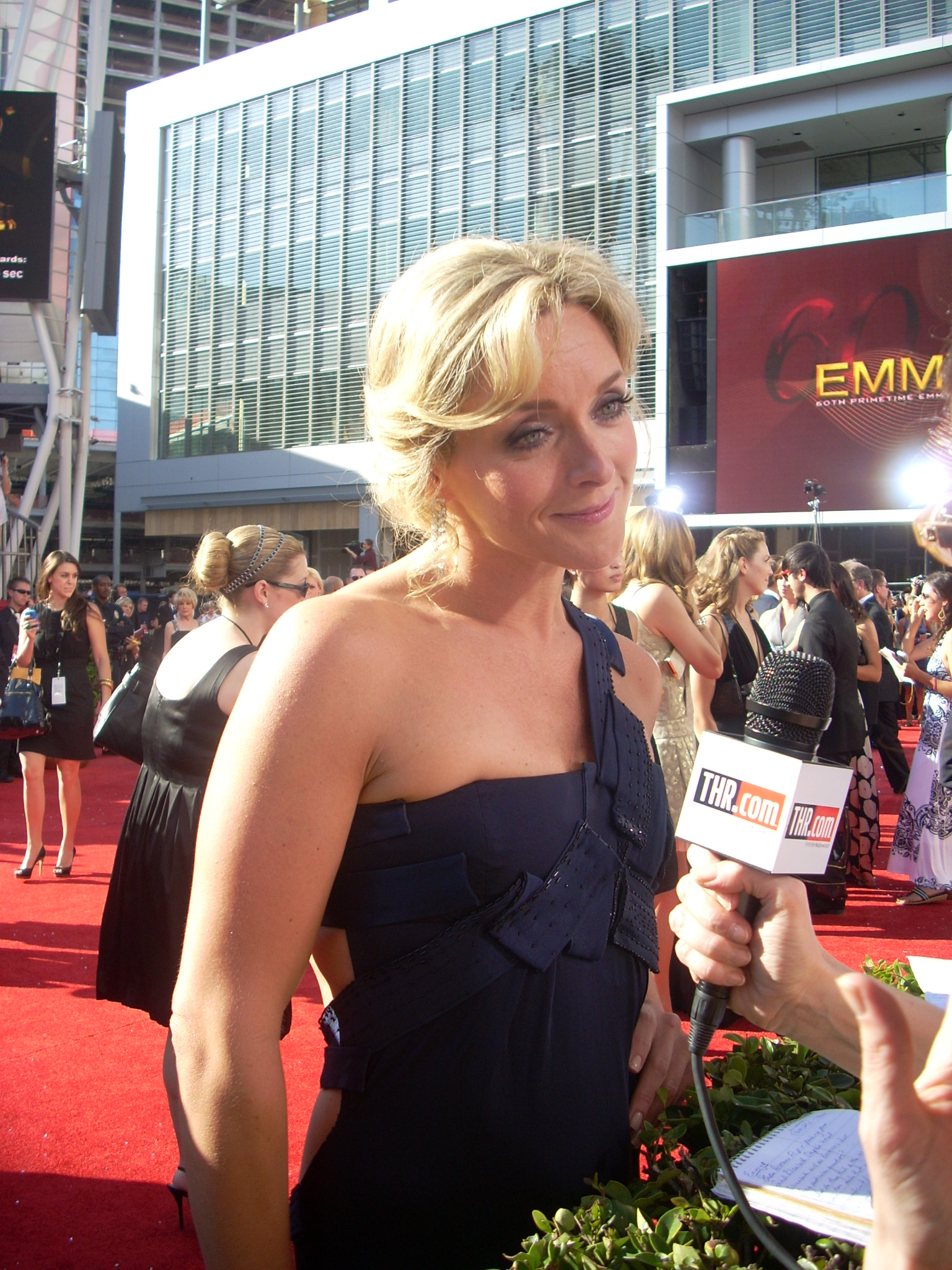
Segundo um crítico de televisão, a ausência de Jane Krakowski neste episódio provou que a sua personagem "simplesmente não é necessária" em 30 Rock.

Segundo os dados revelados pelo sistema de mediação de audiências Nielsen Ratings, o episódio foi visto por uma média de 6,43 milhões de telespectadores norte-americanos naquele noite e recebeu a classificação de 3,2 e oito no perfil demográfico dos telespectadores entre os dezoito aos 49 anos de idade, a maior classificação nesse perfil demográfico desde a estreia da temporada. O 3,2 refere-se a 3,2 por cento de todos os cidadãos de dezoito a 49 anos de idade nos Estados Unidos, e os oito referem-se a oito por cento de todos os telespectadores de dezoito a 49 anos de idade assistindo televisão nos Estados Unidos no momento da transmissão. Por entre os outros programas transmitidos naquele horário de emissão naquela noite, 30 Rock foi o mais assistido no perfil demográfico dos homens entre os dezoito aos 34 anos de idade.
| Críticas profissionais | Críticas profissionais |
| Avaliações da crítica  | Avaliações da crítica  |
| Fonte                  | Avaliação              |
| ---------------------- | ---------------------- |
| Alan Sepinwall         | (positiva)             |
| The A.V. Club          | A                      |
| Entertainment Weekly   | (positiva)             |
| IGN                    | 9,5/10                 |
| TV Guide               | (positiva)             |

Para Robert Canning, analista de televisão do portal britânico IGN, este "foi o melhor episódio da temporada de 30 Rock [até agora], se não, o melhor episódio de sempre desta jovem série." Além disso, comentou ainda que "este foi simplesmente um episódio fantástico e engraçado de 30 Rock. Foi também um episódio que mais uma vez provou que a personagem Jenna Maroney (Jane Krakowski), que esteve completamente ausente durante esta meia hora, simplesmente não é necessária quando você tem Tracy Jordan a conversar com um pombo dentro uma lata de lixo." Na sua análise para a revista de entretenimento TV Guide, Matt Webb Mitovich achou que a trama das suspeitas de Liz acerca do seu suposto vizinho terrorista foi muito bem desempenhada. No entanto, quando comentou sobre o episódio como um todo, opinou que "não é surpreendente que — na minha opinião, pelo menos — ele tenha parecido um pooouuuuuuco  [sic] curto. Quase parece que as partes mais engraçadas da história de Edie Falco foram todas interpretadas por (Kristen) Wiig no filme do Lifetime."
Jeff Labrecque, para a revista eletrónica Entertainment Weekly, descreveu o episódio como "esplêndido. Meu único problema foi apenas com a piada da Verizon. 30 Rock normalmente faz um trabalho esplêndido ao equilibrar os elementos corporativos de televisão. Mas faltou subtileza na brincadeira do telefone celular a piscar, e pareceu-me que o seriado tentou ter o seu bolo e comê-lo, também." O crítico de televisão Alan Sepinwall, do jornal de entretenimento The Star-Ledger, adorou "Somebody to Love", destacando o enredo de Jack como "consistentemente brilhante," enquanto Nathan Rabin, do jornal de entretenimento A.V. Club, sentiu que o episódio "abordou diversos tipos de assuntos importantes sem alguma vez sacrificar o humor. 30 Rock é escrava do humor, mas mesmo assim conseguiu fazer pontos satíricos penetrantes sobre a comercialização da cultura, medo e racismo, culpa liberal branca, e o nosso clima político fraturado sem alguma vez parecer praguejante ou didático."
Na 60.ª cerimónia anual dos Prémios do Sindicato de Realizadores Norte-americanos, a realizadora Beth McCarthy-Miller foi nomeada na categoria Melhor Realização em Série de Comédia, a qual perdeu para Barry Sonnenfeld pelo seu trabalho no episódio "Pie-lette" de Pushing Daisies. Nesta categoria, Michael Engler também estava a concorrer por um trabalho em 30 Rock.